# Mauser 98
Mauser Gewehr 98 (Маузер 98) — магазинная винтовка образца 1898 года, разработанная немецким конструктором Паулем Маузером.
Винтовка Маузер 98 состояла на вооружении многих армий мира вплоть до конца Второй мировой войны и получила репутацию точного и надёжного оружия.
Благодаря таким особенностям, как высокая точность, сила боя и надёжность, винтовка до сих пор широко используется в качестве охотничьего и спортивного оружия, а также в виде снайперской винтовки в локальных войнах.

## История

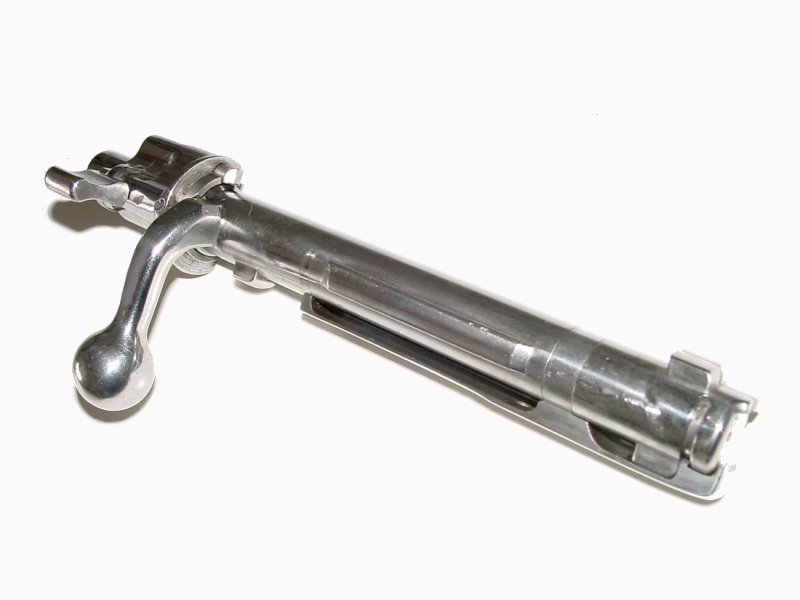
Продольно-скользящий затвор Маузера.

В 1898 году рейхсхеер принимает, для замены Gewehr 1888, на вооружение новую винтовку Gewehr 98 (также обозначалась G98 или Gew.98 — винтовка образца 1898 года), созданную компанией Маузер (Gebrüder Mauser und Cie) на основе её предыдущих успешных моделей. От исходной модели образца 1895 года, отличается упрощенной конструкцией затвора и подающего механизма, а также изменённым способом наполнения магазинной коробки. Новая винтовка оказалась настолько удачной, что почти в неизменном виде прослужила в германской армии вплоть до конца Второй мировой войны, а также в различных вариантах поставлялась на экспорт и производилась по лицензии в различных странах (Австрия, Польша, Чехословакия, Югославия и др.).
Первым боевым применением винтовок Mauser 98 стало их использование при подавлении «восстания боксёров» в Китае в 1900—1901 годах.
В 1906 году началось производство охотничьих карабинов Маузера (после начала первой мировой войны в 1914 году прекратившееся в связи с переориентирование оружейных заводов на выпуск продукции военного назначения, но после окончания войны — возобновившееся).
Вплоть до настоящего времени винтовки, основанные на конструкции Gew.98, пользуются большой популярностью, производятся и продаются, правда, в основном в виде охотничьего оружия. Впрочем, многие современные снайперские винтовки также представляют собой вариации на тему системы Маузера 1898 года.
Винтовка Mauser 98, с учётом конструктивно сходных винтовок других производителей, имеющих иное официальное наименование, считается самой массовой неавтоматической винтовкой в мире. По некоторым подсчётам, выпущено около 100 миллионов винтовок, которые можно считать разновидностями Mauser 98 (то есть включая как военные (например, Vz. 24 или Винтовка Чан Кайши), так и охотничьи (например, Brno 98, CZ 550).

## Mauser Karabiner 98k
Основным и наиболее массовым стрелковым оружием вермахта был магазинный карабин Mauser 98k (Kurz — «короткий»), официально принятый на вооружение в 1935 году.
Название «карабин» для данного образца не является корректным с точки зрения русскоязычной терминологии: более корректно называть его «укороченной» или «облегчённой» винтовкой, так как немецкий термин «карабин» в его использовавшемся в те годы значении не соответствует пониманию этого слова, принятому в русском языке. По своим габаритам этот «карабин» лишь весьма незначительно уступал, например, русской винтовке-«трёхлинейке». Это слово в немецком языке в то время обозначало лишь наличие более удобных боковых, «кавалерийских» креплений для ремня — вместо «пехотных» антабок, расположенных снизу на ложе. Например, некоторые немецкие «карабины» были существенно длиннее некоторых вариантов винтовок той же модели. Такая терминологическая разница порождает определённую путаницу, усугубляемую тем, что впоследствии в немецком языке термин «карабин» приобрёл своё «обычное» значение и тоже стал обозначать сильно укороченную винтовку.
Собственно кавалерийскими карабинами были варианты винтовки 98k под индексами 98a и 98az.

## На вооружении
- Германская империя и  Веймарская республика — основная винтовка немецкой армии.
- Российская империя — в 1915 году трофейные винтовки широко использовались в русской армии в связи с нехваткой отечественных винтовок и патронов к ним[8].
- Финляндия — в 1918 году из Германии, а в 1919—1921 гг. — из Франции были получены крупные партии винтовок G.98 и патронов к ним, которые поступили на вооружение финской армии[9].
- Польша — основное оружие пехоты и кавалерии. Выпускался также карабин 98а (аналог 98k). В 1939—1945 гг. трофейные польские винтовки «маузер» использовал вермахт. После окончания войны в 1945 году немецкие винтовки «Mauser 98» продавались в качестве охотничьего оружия[10]
- Чехословакия — с момента провозглашения независимости государства Чехословакия винтовки начали поступать на вооружение подразделений формирующейся чехословацкой армии (вместе с винтовками иных систем). В 1922 году было принято решение оставить на вооружении чехословацкой армии только винтовки системы «Маузер» под патрон 7,92×57 мм, винтовки других систем были сняты с вооружения[11].
- Нацистская Германия — до 1935 года была основной винтовкой. После принятия на вооружение Kar98k, применялись в качестве снайперских винтовок, также поступали на вооружение СС и фольксштурма.
- Во многих бывших республиках СССР эти винтовки в больших количествах находились на хранении.
- До сих пор активно используется по всему миру в качестве гражданского (охотничьего и спортивного) и снайперского (преимущественно нерегулярными формированиями) оружия.